# سرمقاوات
السرمقاوات (الاسم العلمي:Chenopodioideae) هي أسرة نباتية تتبع الفصيلة القطيفية من رتبة القرنفليات.

## قبائل
- سرمقاوية
- رغلاوية

## أجناس
- سرمق
- رغل